# Francisco Juan Martínez Mojica
Francisco Juan Martínez Mojica  (Elche, España, 5 de octubre de 1963) es un microbiólogo, investigador y profesor español titular del Departamento de Fisiología, Genética y Microbiología de la Universidad de Alicante, conocido principalmente por haber realizado tempranas contribuciones (1993) que describían las secuencias repetidas CRISPR en arqueas y su papel en los mecanismos de inmunidad de las células procariotas. Sus descubrimientos cristalizaron más tarde en el desarrollo de la tecnología CRISPR-Cas.

## Investigación
Desde que realizara su tesis doctoral con el tema de las secuencias CRISPR —término que él mismo acuñó como acrónimo de Clustered Regularly Interspaced Short Palindromic Repeats— Mojica ha continuado el metódico estudio de estas secuencias, poniendo en ellas el principal énfasis de su carrera científica. Su equipo fue el primero (2005) en indicar que las secuencias podrían relacionarse con la inmunidad de las bacterias ante el ataque por ciertos virus. Entonces, Mojica no podía imaginarse que este descubrimiento resultara útil para  la edición de genomas mediante las herramientas CRISPR-Cas9 desarrolladas por  Emmanuelle Charpentier, Jennifer Doudna, Feng Zhang y otros investigadores.
Una segunda línea de investigación a la que se dedica el grupo liderado por Mojica en Alicante es la utilización de bacteriófagos como alternativa a los antibióticos comunes.

## Reconocimientos
El aporte del grupo de Mojica tiene relevancia por las variadas proyecciones que el descubrimiento ha tenido —y que potencialmente tiene—  motivo por el que se le ha mencionado como posible candidato al Premio Nobel de Medicina. Esta nominación podría prosperar en dependencia, según se señala, de cuánta importancia asigne la Academia sueca a la investigación básica y a los procesos en relación con la importancia asignada a los productos y resultados. Su nombre fue excluido del Premio Princesa de Asturias de Investigación Científica y Técnica 2015 debido al desconocimiento de su investigación por parte del jurado. También ha sido excluido del Premio Nobel 2020 otorgado a Jennifer Doudna y Emmanuelle Charpentier por CRISPR.
En 2016 obtuvo el Premio Rey Jaime I a la Investigación Básica por sus contribuciones al desarrollo de la ciencia en España.
Ha sido galardornado en la IX edición (2016) con el Premio Fundación BBVA Fronteras del Conocimiento en la categoría de Biomedicina junto a Emmanuelle Charpentier y Jennifer Doudna por su trabajo pionero, que ha impulsado la revolución biológica creada por las técnicas CRISPR/Cas 9. Estas herramientas permiten modificar el genoma con una precisión sin precedentes, y de forma mucho más sencilla y barata que cualquier otro método anterior. De la misma manera que los programas fáciles e intuitivos de edición de textos, el CRISPR/Cas 9 es capaz de editar el genoma mediante un mecanismo que “corta y pega” secuencias de ADN. Se trata de una tecnología tan eficaz y poderosa que se ha difundido con insólita rapidez entre laboratorios de todo el mundo, “como herramienta para entender la función de los genes y tratar enfermedades”, según señala el acta. En el mismo año recibió el Premio Balmis del Rotary Club Alicante. 
El 29 de abril de 2017 recibió en Sax (Alicante) el Premio Alberto Sols, en su XVI edición, a la mejor labor investigadora en Ciencias de la Salud. El Premio lo organizan y patrocinan: Ayuntamiento de Sax, Consejería de Educación de la Generalidad Valenciana, Diputación de Alicante, Universidad de Alicante y Universidad Miguel Hernández de Elche.
El 15 de agosto de 2017 ha sido distinguido con el Albany Medical Center Prize, el galardón más importante de Estados Unidos en el campo de la investigación médica, en la categoría de Medicina e Investigación Biomédica de 2017, por sus contribuciones al desarrollo del sistema CRISPR/Cas9. Este premio lo comparte con Emmanuelle Charpentier, Jennifer Doudna, Luciano Marraffini y Feng Zhang.
La Universidad Internacional Menéndez Pelayo nombró el 24 de agosto de 2018  al profesor Mojica, doctor honoris causa.
La Universidad Nacional de Quilmes en Argentina, lo galardonó con el título de Dr. honoris causa el 2 de mayo de 2019.
La Universidad de Murcia lo galardonó con el título de Dr. honoris causa el 2 de diciembre de 2019.
La Universidad de Alicante le otorgó la Medalla de Oro de la institución en 2020.
En 2020 fue acreditado por sus SS MM los Reyes de España como Embajador Honorario de la Marca España, una iniciativa del Foro de Marcas Renombradas Españolas, en la categoría de Ciencia e Innovación.
El 26 de noviembre de 2024, en Breslavia (Wroclaw, Polonia), fue elegido miembro de la Academia Europaea, una de las instituciones científicas más prestigiosas Europa, durante la sesión de la Life Sciences Class de dicha Academia.  La Academia Europaea, fundada en 1988, reúne a destacados científicos, investigadores y académicos de diversas disciplinas con el objetivo de promover la excelencia en la investigación, el aprendizaje y la educación en Europa. Mojica se une a este selecto grupo de expertos, convirtiéndose en el único miembro de la Universidad de Alicante en formar parte de esta influyente institución. Esta distinción reconoce su excepcional contribución al avance del conocimiento científico y, en particular, su papel como pionero en el descubrimiento de las repeticiones CRISPR, que sentaron las bases para el desarrollo de la revolucionaria tecnología de edición genética CRISPR-Cas9.

## Conexiones y desconexiones con Alexander Fleming
Es pertinente señalar que el desarrollo de este método ha seguido, a grandes rasgos, un curso similar al de la penicilina. En 1929, Alexander Fleming descubrió de manera pionera su capacidad antibiótica y posteriormente, en 1935, Howard Florey y Ernst Chain desarrollaron su aplicación terapéutica. En 1945, se otorgó conjuntamente el Premio Nobel de Medicina a los tres profesionales mencionados.
Al mencionar la palabra «penicilina», la población general asocia este término con el científico Fleming, reconocido como el pionero en su descubrimiento. En relación con el notable método de edición genética CRISPR ocurre una situación contraria al caso de Alexander Fleming. En lo que respecta a la penicilina los reconocimientos son para su pionero pero para el método CRISPR son pocos los que se han acordado del pionero de este método, Francisco Mojica. 

## Publicaciones
(Selección tomada de una página institucional de la universidad de Alicante, así como de las publicaciones citadas por Lander en su artículo The Heroes of CRISPR)

### Capítulos de libro
- F.J.M. Mojica, R.A. Garrett. Discovery and Seminal Developments in the CRISPR field (2013). In: CRISPR-Cas Systems: RNA-mediated adaptive immunity in Bacteria and Archaea. Barrangou, R. and van der Oost, J. (Eds.) Springer-Verlag Berlin Heidelberg. Cap1. pp 1-31. ISBN 978-3-642-34656-9; DOI: 10.1007/978-3-642-34657-6_1.